# سانتوش دوتا
سانتوش دوتا (بالبنغالية: সন্তোষ দত্ত)‏ هو ممثل هندي (وحمل سابقاً جنسية الراج البريطاني)، ولد في 2 ديسمبر 1925 في بنغلاديش، وتوفي في 8 فبراير 1988 في الهند.

## وصلات خارجية
- سانتوش دوتا على موقع IMDb (الإنجليزية)
- سانتوش دوتا على موقع قاعدة بيانات الفيلم (الإنجليزية)